# Loni (India)
Loni is een nagar panchayat (plaats) in het district Ghaziabad van de Indiase staat Uttar Pradesh. De plaats maakt deel uit van de agglomeratie van Delhi.

## Demografie
Volgens de Indiase volkstelling van 2010wonen er 516.082 mensen in Loni, waarvan 54% mannelijk en 46% vrouwelijk is. De plaats heeft een alfabetiseringsgraad van 49%.